# 喬治·史坦布瑞納
喬治·麥可·史坦布瑞納三世（George Michael Steinbrenner III，1930年7月4日—2010年7月13日），美國職棒大聯盟紐約洋基隊的老闆，出生於俄亥俄州贝村，家族為德裔移民後代。他在1973年買下洋基隊，接手並注資整頓後，洋基隊打進十次世界大賽，拿過七個總冠軍。

## 经历
1973年，史坦布瑞納帶著其他投資人，以1000萬美金買下洋基，當時這支球隊勝率只有5成，而且從1964年之後就沒有打過世界大賽。
起初，他只出資16萬8000美元，但在之後幾年，他逐漸買回股份，成為洋基主要的老闆。
他是洋基隊史上在位最久的經營者，經營洋基隊達37年。洋基隊的新球場也是由他出資興建。在他掌實權的前23個球季，他換過20個總教練，30年用過11個總經理。
2009年開始，球隊已經交由他的兒子哈爾·史坦布瑞納管理。
2010年7月13日上午，史坦布瑞納在佛州坦帕市的醫院因心臟病離世，享壽80歲。當天正好是大聯盟明星賽。洋基球團在洋基體育場掛上他與早兩天辭世的洋基隊資深球場播報員鮑伯·謝帕德的看板作為悼念。史坦布瑞納身後葬於佛州特里尼蒂。